# Émile Hirsch
Pour les articles homonymes, voir Hirsch.
Cet article concerne le peintre. Pour Emile Hirsch l'acteur américain, voir Emile Hirsch.
Émile Hirsch, 23 juillet 1832 à Metz et mort le 17 août 1904 à Lambézellec, est un peintre-verrier français. Élève de Delacroix et Ingres, il fut actif entre 1852 et 1880. 

## Biographie
Émile Hirsch naît le 23 juillet 1832, dans une famille juive de Metz. Sa famille quitte ensuite Metz pour s'installer à Paris. En 1844, il obtient le 3e prix au Concours général des écoles de dessin de la ville de Paris. Hirsch est ensuite reçu à l'École des beaux-arts de Paris, en 1852. Son plus petit-frère est Alphonse Hirsch, qui deviendra peintre-graveur.
Hirsch va débuter dans le monde du vitrail, en qualité de peintre-cartonnier, pour des peintres verriers comme Oudinot, G.Erdmann, Kremer et Payan. Il ouvre son propre atelier de peinture sur verre, rue Gauthey à Paris, en 1868. Élève de Delacroix, Flandrin, Ingres et T. Rousseau, il expose régulièrement ses œuvres au Salon de peinture et de sculpture, entre 1852 et 1880. Il y expose essentiellement des études et des dessins préparatoires pour des vitraux. 
Converti au protestantisme, puis au catholicisme, Émile Hirsch travaille pour l’Église catholique. Ses œuvres, inspirées par le mouvement nazaréen et le courant préraphaélite, se trouvent notamment dans les églises du Folgoët, de Boulogne-Billancourt, de Quimper, d'Auch, ou encore de Mende. 
Émile Hirsch décéda en 1904.

## Collections publiques
Peintures
- Hôtel-Dieu de Sète : Ecce Homo (1864)[3]
- Église de Leynhac (Cantal) : Couronnement de la Vierge (1865)[4]
- Portrait de l'Empereur Napoléon III (1867), copies d'après Franz Xaver Winterhalter pour l'Hôtel de Ville de Besançon[5], et pour celui de Quimperlé[6].
- La Sainte Vierge remettant le rosaire (1867)[7]
- Cathédrale Saint-Louis de La Rochelle : Saint-Joseph et l'Enfant Jésus (1870)[8]
- Église Notre-Dame-des-Menus de Boulogne-Billancourt :  la femme voilée est une allégorie de la parole de l'ecclésiaste (1865-1879) [9]

Vitraux
- Église Saint-Séverin, 1876

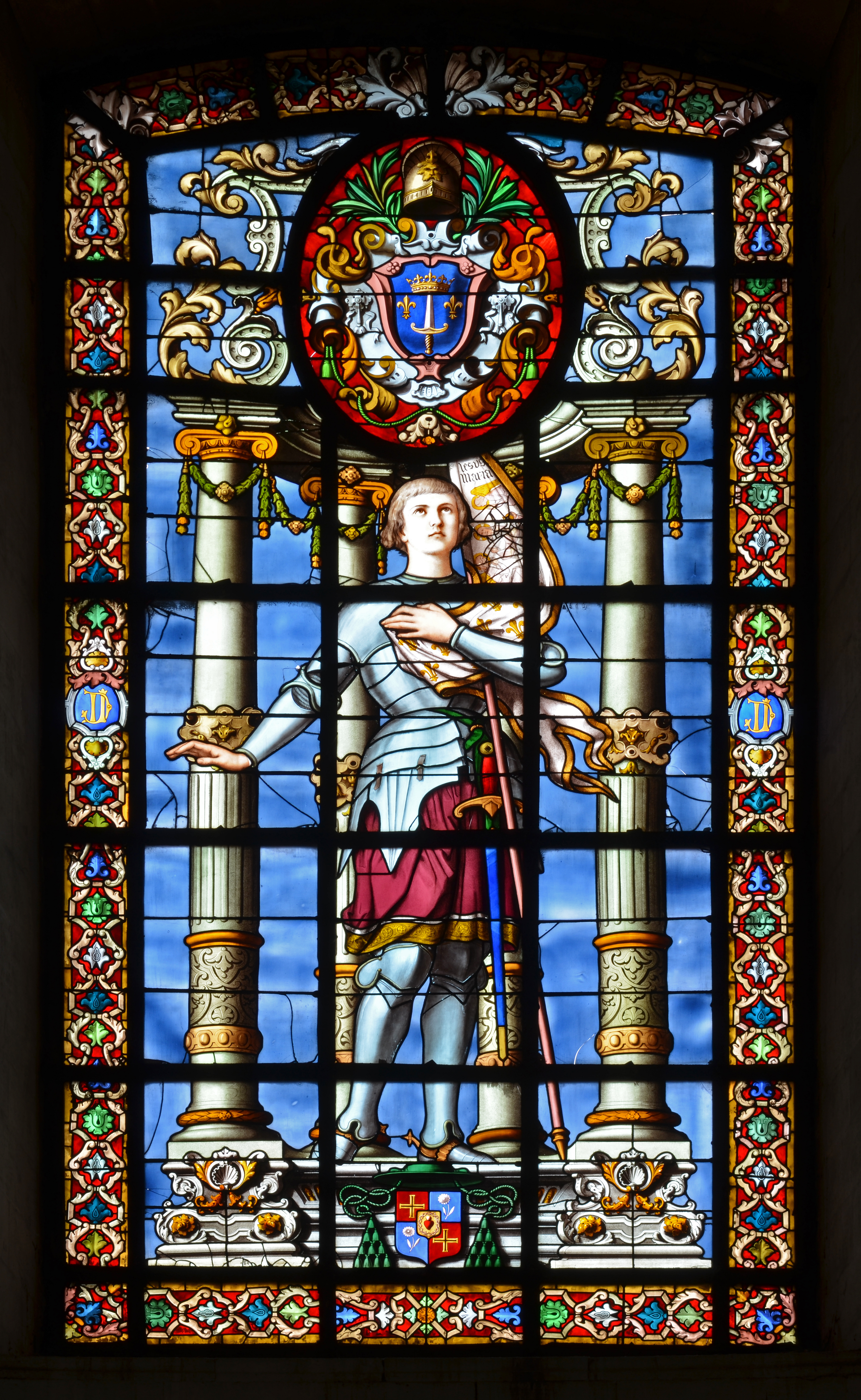
Vitrail (1880) de l'atelier d'Émile Hirsch représentant Jeanne d'Arc dans le bras gauche du transept de la Cathédrale Saint-Louis de La Rochelle

  - Sainte Geneviève rendant la vue à sa mère, chapelle Sainte-Geneviève
  - La Mort de saint Séverin, abbé, chapelle des deux saints Séverin
  - Saint Séverin, ermite, enseignant, chapelle des deux saints Séverin
  - La Vocation de saint Pierre, chapelle Saint-Pierre
  - Saint André, chapelle Saint-André
  - Saint Joseph ou l'Adoration des bergers, chapelle Saint-Joseph
  - Saint Jean-Baptiste et la Sainte Famille, chapelle Sainte-Anne
  - Jésus et les petits enfants, chapelle des fonts baptismaux
  - Décollation de saint Jean, chapelle des fonts baptismaux
- Basilique Notre-Dame du Folgoët
  - Notre-Dame du Rosaire, 1866
  - Notre-Dame du Scapulaire du Mont-Carme, 1868
  - Salaün, 1869
  - L'Immaculée Conception, 1870
  - Deux vitraux de la chapelle en aile et au porche occidental : vitrail dit du Couronnement, 1887
- École de Pharmacie de Paris
  - La Corporation des Apothicaires et des Droguistes, Laurent de Jussieu, fait replanter l'École botanique, Lavoisier dans son laboratoire, visité par Antoine Forcroy, Claude Berthollet et Guyton de Morveau, Linné reçu au jardin des plantes par Bernard de Jussieu, 1884, pour l'escalier
  - La Pharmacie, La Botanique, La Chimie, 1887, pour le vestibule (démontés)
- Église Notre-Dame-des-Menus de Boulogne-Billancourt, 1871-1877 [10]
- Église Saint-Jean-Baptiste de Sceaux, 1874-1899 [11],[12]
- Cathédrale Saint-Corentin de Quimper, 23 verrières, 1875
- Verrières du chœur de la cathédrale de Gap, 1876
- Cathédrale Saint-Louis de La Rochelle, verrières, 1880
  - Jeanne d'Arc
  - Saint Louis
  - Remise des clefs à Saint Pierre
  - Baptême de Sainte Eustelle
  - Saint Vincent de Paul
- Château du Mesnil-Saint-Denis, vitraux, 1884[13]
- Paris, basilique du Sacré-Cœur de Montmartre, vitraux, 1886
- Mende, cathédrale de Mende, un vitrail de 1885, Urbain V en adoration devant la Vierge et l'enfant ainsi que la rosace.
- Église Saint-Médard de Brunoy, ensemble de vitraux entre 1885 et 1896.
- Église Saint-Martin de Linards, la Vierge immaculée apparaissant à Bernadette Soubirous, 1891[14]
- Hospice Sainte-Marguerite d'Antioche (de nos jours, maison de retraite Marguerite Renaudin), 1895 [15]
- Marly-le-Roi, Église Saint-Vigor : Intercession de Saint-Thibaut en faveur du roi Saint-Louis, 1902, d'après un tableau de Joseph-Marie Vien[16]

Dessins
- Marly-le-Roi, Église Saint-Vigor : Thibaud de Marly, saint Louis, saint Antoine, sainte Hélène (verrières : Henri Carot), 2e moitié XIXe siècle [17]

## Élèves
- Georges Rouault